# Can Llausàs
Can Llausàs és una casa gòtica renaixentista de Flaçà (Gironès) declarada bé cultural d'interès nacional.

## Descripció
És un casal residencial de planta rectangular, desenvolupat en planta baixa i de dues plantes, amb tres crugies paral·leles a la façana principal. La coberta, de teula, és a dues aigües sobre cairats en mal estat. Hi ha una galeria de dues plantes adossada a la façana de migdia, construïda cap a l'any 1912. D'aquella mateixa època és la reforma que es va fer a la façana principal, la qual va suposar un escurçament de la mateixa.
Destaca del conjunt la porta principal adovellada i les tres finestres renaixentistes de la planta noble. A la planta superior i a la façana nord hi ha tres finestres amb llinda horitzontal i guardapols en forma d'arcs conopials. A la cantonada nord-est de la masia es conserven les restes d'una garita de defensa.
A la llinda de la finestra de la dreta del primer pis hi ha esculpit l'escut de la casa Balle. Amb el pal de la creu patriarcal es fa la lletra inicial del llinatge voltada de tres estrelles; a cada banda hi ha un cercle amb cor i petxina respectivament. Actualment, aquest edifici es troba molt malmès.

## Història
El llinatge dels Balle és dels més antics i nobles del poble, juntament amb els Vinyals. A finals del segle xix, els Balle obtenen el títol de Marquesos de Vallgornera. El veïnat de Vallgornera pertany al municipi de la Muga i havien estat feu del Comtat d'Empúries. Segons el Doctor Jaume Marqués al carrer de la Força de Girona nº21 hi ha una casa, avui totalment refeta que fou propietat d'aquesta família.
El canonge Baldiri Balle la va comprar l'any 1537 i l'annexionà al nº 19 que ja era seva. El primer dels Balle que tingué títol de Marquès fou D. Ignasi de Balle i de Cornejo. Fou després amb el seu fill Albert de Balle i Rubinat que la esmentada casa del c/ de la Força de Girona fou coneguda per la casa Vallgornera. Després el seu germà Eduard va vendre la casa pairal de Flaçà a Vicenç Llausàs Ripoll el 1907.
L'any 2015 està prevista una intervenció d'urgència, realitzada subsidiàriament pel Departament de Cultura, per tal de consolidar l'estructura que amenaça ruïna.